# 星川皇子之亂
星川皇子之亂（日语：星川皇子の乱），是479年雄略天皇死後二皇子星川稚宮皇子和皇太子白髪皇子的爭位事件。
星川皇子在他母親吉備稚媛教導下試圖通過佔領大藏登天皇之位。但被皇太子和支持者大伴室屋和東漢掬的軍隊包圍，星川皇子和異母兄磐城皇子則被燒死，清寧天皇在480年順利登基。
此事在《日本書紀》中也有記載。